# Tornby Klitplantage
Tornby Klitplantage är en skog i Danmark. Den ligger i Region Nordjylland, i den norra delen av landet. Tornby Klitplantage ligger på ön Vendsyssel-Thy. I skogen finns främst barrträd och hed.